# Climax Springs
Climax Springs és una població dels Estats Units a l'estat de Missouri. Segons el cens del 2000 tenia 80 habitants.

## Demografia
Segons el cens del 2000, Climax Springs tenia 80 habitants, 37 habitatges, i 19 famílies. La densitat de població era de 114,4 habitants per km².
Dels 37 habitatges en un 32,4% hi vivien nens de menys de 18 anys, en un 37,8% hi vivien parelles casades, en un 10,8% dones solteres, i en un 48,6% no eren unitats familiars. En el 40,5% dels habitatges hi vivien persones soles el 13,5% de les quals corresponia a persones de 65 anys o més que vivien soles. El nombre mitjà de persones vivint en cada habitatge era de 2,16 i el nombre mitjà de persones que vivien en cada família era de 2,95.
Per edats la població es repartia de la següent manera: un 23,8% tenia menys de 18 anys, un 10% entre 18 i 24, un 30% entre 25 i 44, un 22,5% de 45 a 60 i un 13,8% 65 anys o més.
L'edat mediana era de 38 anys. Per cada 100 dones de 18 o més anys hi havia 110,3 homes.
La renda mediana per habitatge era de 30.000 $ i la renda mediana per família de 43.750 $. Els homes tenien una renda mediana de 21.875 $ mentre que les dones 18.125 $. La renda per capita de la població era de 13.620 $. Cap de les famílies i el 8,4% de la població estaven per davall del llindar de pobresa.

## Poblacions més properes
El següent diagrama mostra les poblacions més properes.